# Irene Montero

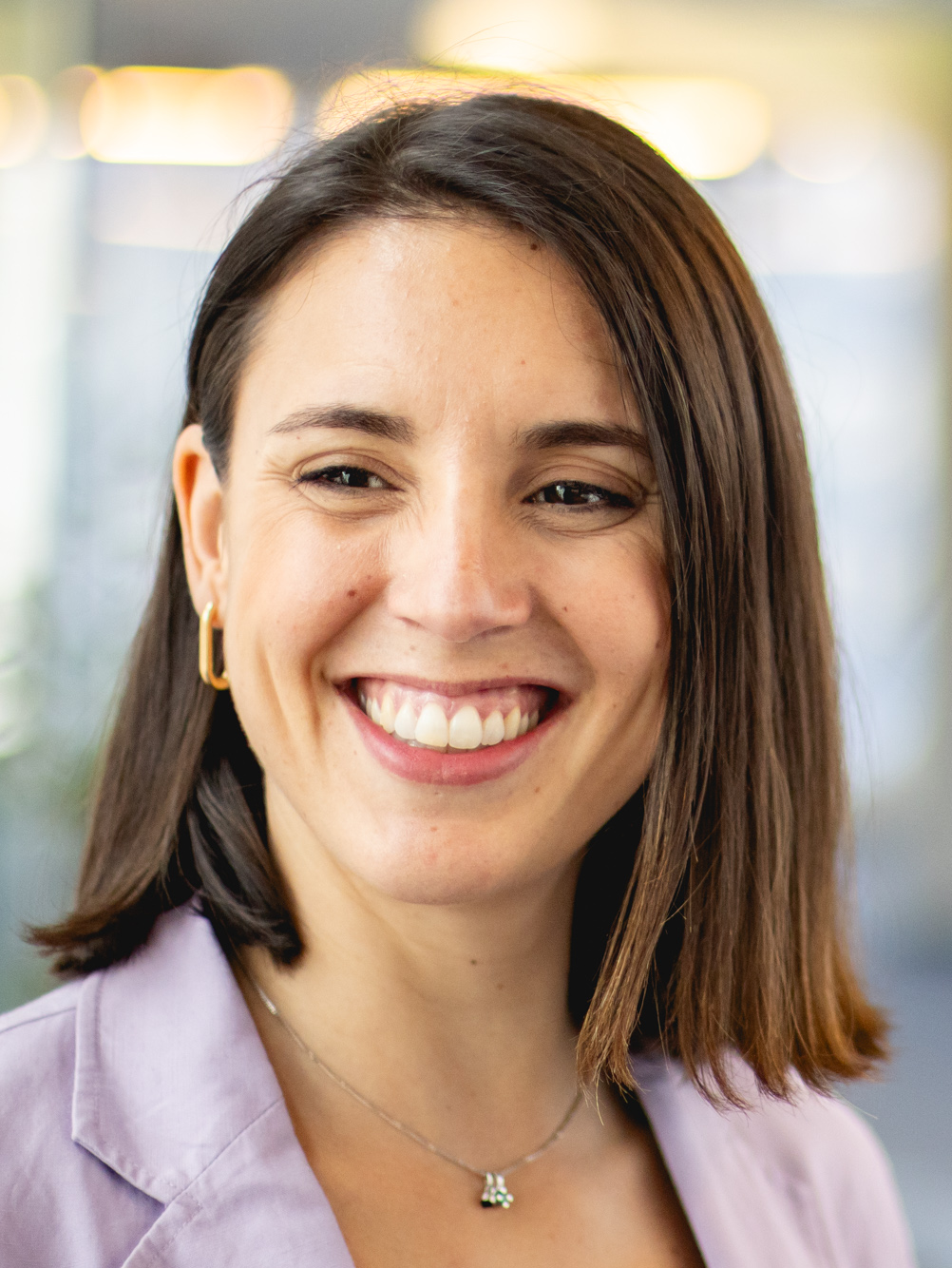
Irene Montero, 2024

Irene Maria Montero Gil (* 13. Februar 1988 in Madrid) ist eine spanische Psychologin und Politikerin der Partei Podemos. Sie war von 2016 bis 2023 Parlamentsabgeordnete für Madrid in den Legislaturperioden XI, XII, XIII und XIV.
Ministerpräsident Pedro Sanchez berief sie als Ministerin für Gleichstellung in sein zweites Kabinett; dieses bildete vom 13. Januar 2020 bis zum 21. November 2023 die spanische Regierung. Seit 2024 ist sie Mitglied des Europäischen Parlaments.

## Leben
Sie ist die Tochter einer Erzieherin und eines Angestellten einer Umzugsfirma. Bis zu ihrem 16. Lebensjahr besuchte sie die Schule Siglo XXI im Madrider Stadtteil Moratalaz. Die Schule ist ein von den Eltern selbstverwaltetes, gemeinnütziges Bildungszentrum, das in den 70er Jahren gegründet wurde und einem von dem französischen Pädagogen Célestin Freinet entwickelten Bildungsmodell folgt. Montero bekannte, dass dieses pädagogische Modell sie geprägt habe. Im Alter von 15 Jahren trat Montero dem Kommunistischen Jugendverband bei. Später engagierte sie sich in der Plattform der von Hypotheken betroffenen Menschen.
Im Jahr 2006 begann sie an der Universidad Autónoma de Madrid (UAM) zu studieren und schloss 2011 ihr Studium der Psychologie ab. 2010 und 2011 arbeitete sie als Verkäuferin in der Elektronik- und Haushaltsgerätekette Saturn. 2011/12 nahm sie an den Protesten in Spanien (Movimiento 15-M) teil. 2013 erwarb sie einen Master-Abschluss in Pädagogischer Psychologie. Von 2013 bis 2015 erhielt sie ein Promotionsstipendium für die Hochschullehrerausbildung (UAM), ein weiteres Stipendium für die Harvard-Universität in den Vereinigten Staaten schlug sie wegen ihres wachsenden politischen Engagements aus.
Sie lebt mit dem ehemaligen Politiker Pablo Iglesias Turrión zusammen und hat drei Kinder. Nach der Geburt der gemeinsamen Zwillinge zog die Familie von ihrer Wohnung in einem Madrider Arbeiterviertel in ein Landhaus in der Madrider Sierra.

## Politische Karriere

### Podemos
2014 schloss sie sich der neuen Partei Podemos an und übernahm die Leitung des Büros des Podemos-Vorsitzenden Pablo Iglesias. Nach den Parlamentswahlen am 20. Dezember 2015 zog Montero auf Platz 4 der Podemos-Liste erstmals in den Congreso de los Diputados ein. Sie wurde  Mitglied der Ausschüsse für Wirtschaftsförderung sowie für Bildung und Sport. Bei den vorgezogenen Parlamentswahlen 2016 errang sie auf Platz 4 der neuen Liste Unidos Podemos erneut ein Mandat. Unidos Podemos war eine Koalition von Podemos mit Izquierda Unida und anderen linken Formationen. Montero gehörte dem Verfassungs- und dem Innenausschuss, den Ausschüssen für Bildung und Sport sowie für die Kontrolle der Haushaltsmittel an.
Im Frühjahr 2018 berichteten mehrere Medien, dass Montero und Iglesias ein Einfamilienhaus gekauft hätten. Dies löste eine parteiinterne Debatte aus. Iglesias beklagte sich über Drohungen und „faschistische Kundgebungen“ vor dem Haus.
2017 wurde Montero von der der amerikanischen Zeitschrift Forbes auf die Liste der 30 einflussreichsten Frauen unter 30 in Justiz und Politik (30 Under 30 – Europe – Law & Policy 2017) gesetzt.

### Ministerin für Gleichberechtigung

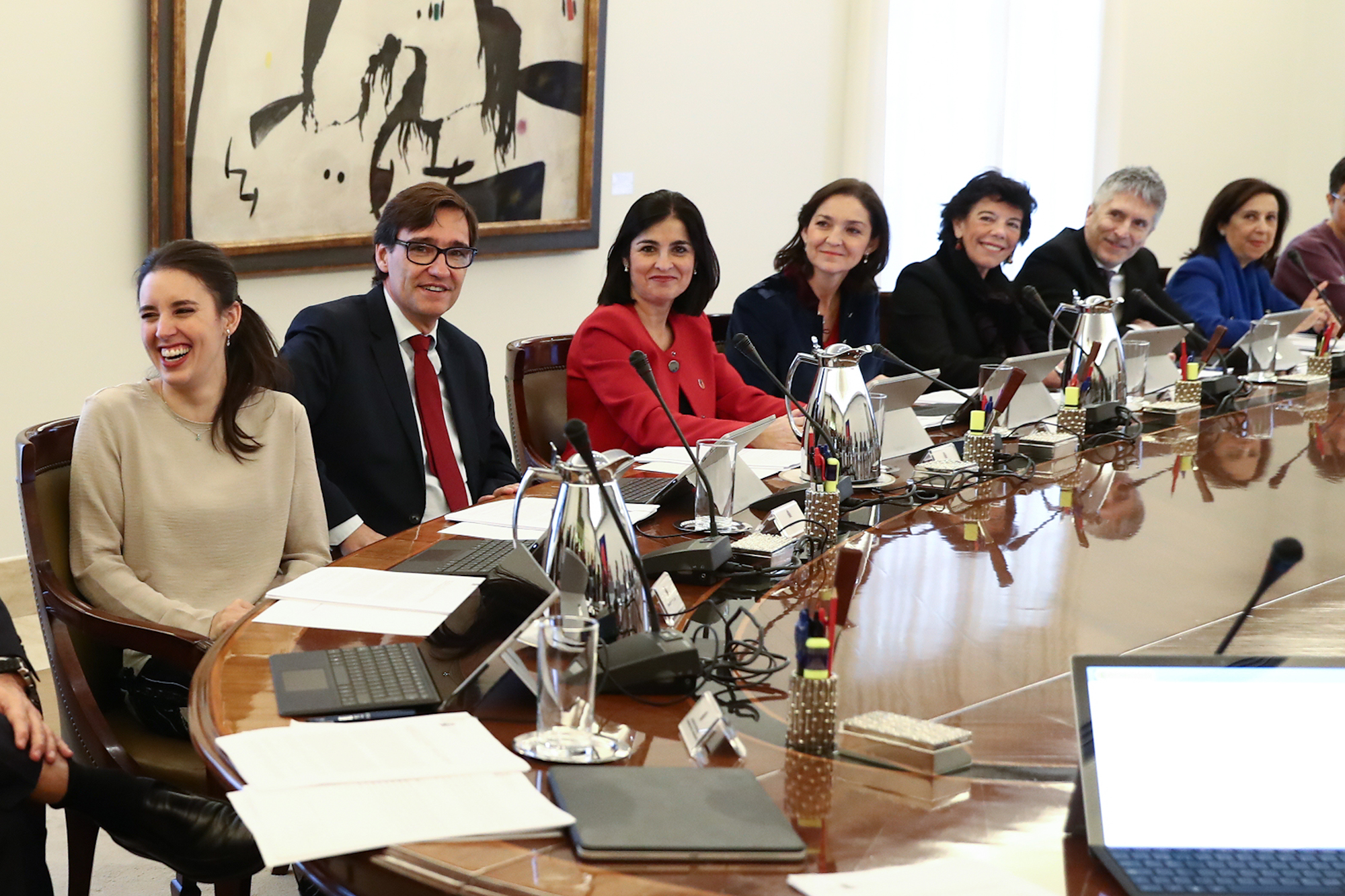
Spanische Kabinettsitzung mit Irene Montero vorne links

Nachdem die PSOE und Podemos sich auf eine Koalitionsregierung geeinigt hatten, ernannte der neue Ministerpräsident Pedro Sánchez im Januar 2020 Montero zur Ministerin für Gleichberechtigung. Sie trat ihr Amt zusammen mit den übrigen Mitgliedern des Ministerrats unter dem Vorsitz von Pedro Sánchez am 13. Januar 2020 an.
Am 26. Mai 2022 wurde im spanischen Parlament ein Gesetz verabschiedet, das nicht nur in Spanien, sondern auch in ganz Europa und anderswo mit größter Aufmerksamkeit zur Kenntnis genommen wurde. Sexualkontakte dürfen danach nur mit ausdrücklicher Zustimmung („si, ja“) durchgeführt werden. Der bisherige Unterschied zwischen Missbrauch, sexueller Aggression und Vergewaltigung wird aufgehoben. Im Parlament stimmten PSOE, Unidas Podemos, ERC, Ciudadanos, PNV, EH Bildu, Más País und Compromís y Junts dafür, die Konservativen von der PP und die Rechtpopulisten von Vox dagegen. Bei drei Enthaltungen gab es eine Mehrheit von 201 zu 140 Stimmen.

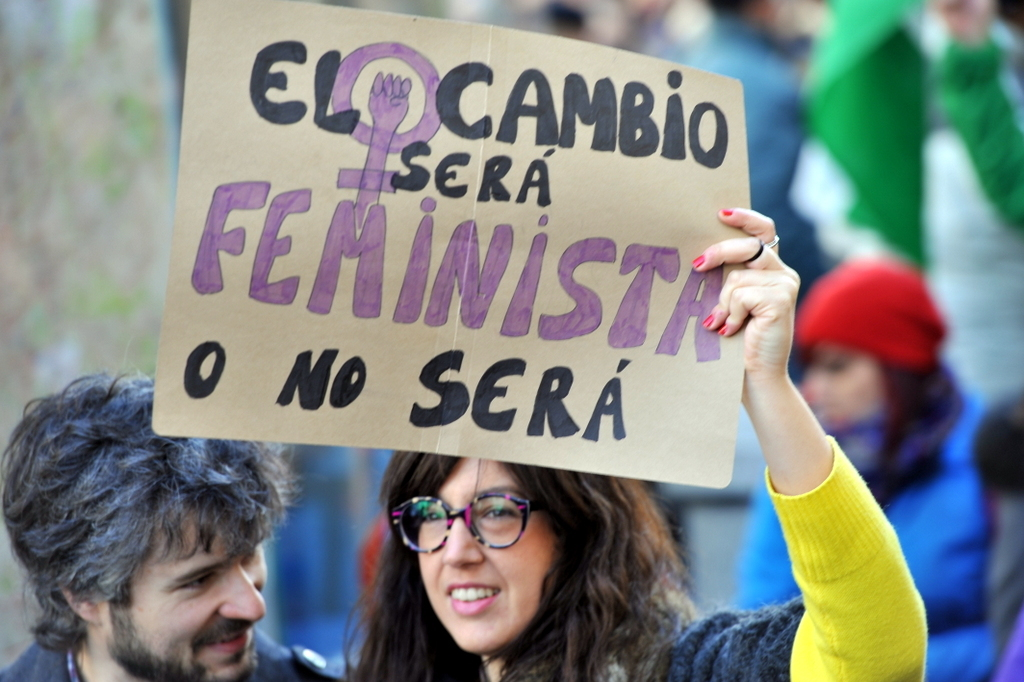
Podemos-Demonstration mit der feministischen Parole: „Der Wandel wird feministisch sein oder es gibt keinen.“

Montero wurde allerdings vorgeworfen, dass sie Einwände von Rechtsexperten gegen das „Nur Ja ist Ja“-Gesetz ignoriert hat. Das Gesetz führte dazu, dass zahlreiche Sexualstraftäter in Spanien vorzeitig entlassen wurden, weil die Straftatbestände, nach denen sie verurteilt worden waren, neu definiert wurden. Aus diesem Grunde wurde das Gesetz am 20. April 2023 vom spanischen Parlament mit breiter Mehrheit, aber gegen die Stimmen von Podemos revidiert. Es bedeutete eine schwere politische Niederlage für Montero, deren Zuspruch auch in den Popularitätsumfragen sank. Im Juni 2023 erhielt sie keinen Platz bei den Wahlen für die Kandidatenliste der neugegründeten linken Sammelbewegung Sumar, der sich auch Podemos angeschlossen hatte.
Nach der Parlamentswahl in Spanien 2023 verlor sie ihr Ministeramt an Ana Redondo (PSOE).

## Politische Positionen
Im Mai 2024 positionierte Montero sich gegen Israel und bezeichnete Israel als „Genozidstaat“.

## Europawahlen (6. bis 9. Juni 2024)
Am 29. Dezember 2023 wurde Irene Montero das Politische Sekretariat in der Parteiführung übertragen. Damit gilt sie hinter Ione Belarra als Nr. 2.
Am 24. Januar 2024 hat Irene Montero ihre Kandidatur für die Europawahlen 2024 auf der Liste ihrer Partei (Podemos) bekanntgegeben.